# Uta-Tube
『Uta-Tube』（ウタチューブ）は、2012年4月19日から2024年3月9日まで東海・北陸地方のNHK総合テレビジョンで放送されていたNHK名古屋放送局制作の音楽番組である。

## 概要
2012年3月16日に放送を終了した『サタテン』の後継番組で、同年4月19日開始。放送時間は『サタテン』の15分から20分と5分拡大され、放送日は金曜から木曜に移動。番組MCも前番組の菜月に替わって、タレントの鉄平とNHK名古屋放送局アナウンサー（当時）の池田伸子が担当。2015年度末で池田伸子がNHK東京アナウンス室への異動をきっかけに番組を卒業したため、2016年度から2017年度はNHK沖縄放送局からNHK名古屋放送局へ異動したアナウンサーの澤田彩香が担当。
2017年度末で澤田がNHK東京アナウンス室への異動をきっかけに番組を卒業したため、2018年度から2020年度はNHK山形放送局から異動したアナウンサーの橋詰彩季が担当。
2020年度末で橋詰が番組を卒業したため、2021年4月から5月はNHK静岡放送局アナウンサーの佐藤あゆみ、同年6月から7月はNHK福井放送局アナウンサーの大谷舞風が代理で担当。その後、同年9月からは同年7月NHK秋田放送局から異動したアナウンサーの浅田春奈が担当。
番組は主に、ゲストライブと中部地方で活動するインディーズの若手ミュージシャンにスポットを当てる「New-Tube」のコーナーで構成される。「New-Tube」のコーナーでは応募の中から毎回抽選で選ばれた4組のインディーズミュージシャンが1組ずつライブを披露し、番組公式サイト上で行われる人気投票によりチャンピオンを決定する。また、チャンピオンは毎年2月に開催の「チャンピオン大会」への出場権が与えられる。2015年度でコーナーは終了した。「info-tube」のコーナーでは、現在注目されるアーティストが出演しトークを行っている。
一部のゲスト回については、『NHK紅白歌合戦』の関連番組で全国放送されることがあるが、2018年2月4日にBSプレミアムで特別番組として初めて全国放送を行った（後述）。2019年度はBSプレミアムにおいて不定期で放送。また、2021年2月6日には04 Limited Sazabysに密着したドキュメンタリーを30分に拡大して放送（東海・北陸地方）。ナレーションはグループと親交がある北村匠海（DISH//）が担当した。この放送回は、同年3月4日（3月3日深夜）にBS1でも放送された（地域番組放送枠『○○推し!』での放送、BS1では初放送）。
番組収録の観覧は中部地方在住のNHKネットクラブプレミアム会員に限定して募集が行われていた（2019年時点ではこの応募制限が撤廃されている）。番組観覧は2020年時点で、新型コロナウイルスの感染拡大防止のため募集を行わず非公開で収録されてきたが、2021年6月23日放送の『Uta-Tube SPECIAL LIVE』（後述、アンジュルム出演回）から観覧募集を再開した。

## レギュラー放送の終焉
2024年3月9日をもって、レギュラー放送を終了することが同年2月27日に番組公式X（旧Twitter）上で発表された。

## 出演者
MC
女性MCは放送終了時点でNHK名古屋放送局に所属しているアナウンサー。
- 鉄平
- 浅田春奈（2021年9月20日[11] - 2024年3月9日[12]）

過去のMC
女性MCは池田から橋詰までは放送時点でNHK名古屋放送局に所属していたアナウンサー。佐藤（2022年4月東京アナウンス室へ異動）はNHK静岡放送局、大谷（2024年4月東京アナウンス室へ異動）はNHK福井放送局所属のアナウンサー。いずれも東京アナウンス室への異動に伴い、降板（佐藤と大谷、退職した橋詰を除く）。
- 池田伸子[13]（2012年4月 - 2016年3月）
- 澤田彩香[14]（2016年4月 - 2018年3月）
- 橋詰彩季（2018年4月 - 2021年3月）
- 佐藤あゆみ（2021年4月 - 5月）
- 大谷舞風（2021年6月 - 7月）

主なゲスト
※は、全国放送の対象となったゲスト。時折、未公開トーク&名曲選として再編集版を放送することがある。出演者の詳細は、公式サイトのこれまでの放送を参照。
- 森山直太朗（第1回出演者[14]）
- 真心ブラザーズ
- きゃりーぱみゅぱみゅ※
- 石井竜也
- SKE48※[15][16]
- 矢井田瞳
- HOME MADE 家族
- BEGIN
- ゴスペラーズ
- SPYAIR
- SEAMO
- THE BAWDIES
- 広瀬香美
- MONKEY MAJIK
- THE BOOM
- BENI
- ナオト・インティライミ※
- 家入レオ
- Ms.OOJA
- ORANGE RANGE
- AI
- THE BACK HORN
- 馬場俊英
- 秦基博
- May J.
- 風味堂
- 大橋トリオ
- 奥華子
- flumpool
- 石川さゆり
- 高橋優
- KREVA
- アンダーグラフ
- チームしゃちほこ
- 植村花菜
- AAA※
- 一青窈
- 中田裕二
- 浅井健一
- ソナーポケット
- 清水翔太
- WEAVER
- 怒髪天
- 湘南乃風
- グッドモーニングアメリカ
- GLIM　SPANKY
- Salley
- RHYMESTER
- androp
- ハジ→
- cinema staff
- ACIDMAN
- フラワーカンパニーズ
- BOYS AND MEN
- Rihwa
- 花岡なつみ
- SCANDAL
- ストレイテナー
- ファンキー加藤
- UNISON SQUARE GARDEN
- 家入レオ
- w-inds.
- FUKI
- Rei
- ビッケブランカ
- ミソッカス
- Little Glee Monster※
- でんぱ組.inc
- 三浦大知※
- キュウソネコカミ
- サンボマスター
- SILENT SIREN
- BANTY FOOT
- BENI
- BiSH
- ベリーグッドマン
- ちゃんみな
- 雨のパレード[17]
- 竹原ピストル
- 祭nine.
- 緑黄色社会
- LiSA
- クアイフ[18]
- さだまさし[19][20]
- H ZETTRIO
- 井上苑子
- Shiggy Jr.
- CHEMISTRY
- CHAI
- 大原櫻子
- SEKAI NO OWARI
- IZ*ONE
- 日向坂46※
- みやかわくん
- DOBERMAN INFINITY
- 東京スカパラダイスオーケストラ
- BLUE ENCOUNT
- 眉村ちあき
- 韻シスト
- ももいろクローバーZ
- =LOVE
- Da-iCE
- Creepy Nuts
- 竹内アンナ
- マカロニえんぴつ
- 杏沙子
- AK-69
- Half time Old
- 名古屋ギター女子部
- OKAMOTO'S
- 崎山蒼志
- 04 Limited Sazabys[7]
- 平井大
- Awesome City Club
- 向井太一
- wacci
- I Don't Like Mondays.
- FUNKY MONKEY BΛBY'S
- KEYTALK
- BALLISTIK BOYZ
- 川崎鷹也
- スガシカオ
- lol-エルオーエル-

## 放送時間
いずれも総合テレビで東海・北陸地方向けの時間帯となる（時刻はいずれも日本標準時）。いずれの時間帯も全国放送の番組を差し替えて放送される。
2012年度
- 木曜日 22:55 - 23:15
『Bizスポ』までの放送時間は『大科学実験』が放送された（23:15 - 23:25、この番組も東海・北陸地方のみ）。

2013年度
- 月曜日 22:55 - 23:15
『サラメシ』本放送を差し替え。

2014年度・2015年度
- 土曜日 10:50 - 11:10
2015年1月17日放送分は、翌日0:10 - 0:50にSKE48　紅白密着スペシャルとあわせて放送[21]。
2014年春季改編から2016年3月までは『金とく』（再放送）の後座番組として位置づけられていた。
ただし、選抜高校野球中継・高校野球中継期間中は休止。

2016・2017年度
- 土曜日 10:55 - 11:15（本放送）・木曜日 1:00 - 1:20（再放送・水曜深夜）
本放送は選抜高校野球中継・高校野球中継期間中は休止。

2018・2019年度
- 土曜日 10:55 - 11:15（本放送）・水曜日 23:55 - 0:15（再放送）
- 日曜日 23:20 - 23:40（BSプレミアム・全国放送・2019年度）
本放送は選抜高校野球中継・高校野球中継期間中は休止。

2020年度
- 土曜日 10:55 - 11:15（本放送）・水曜日 23:50 - 0:10（再放送）
本放送は選抜高校野球中継・高校野球中継期間中は休止。2021年3月3日からNHKプラスの「ご当地プラス」において『Uta-Tube』の番組配信を実施している（本放送の見逃し配信）。

2021年度
- 土曜日 10:55 - 11:15（本放送）・月曜日 23:40 - 0:00（再放送）
本放送は選抜高校野球中継・高校野球中継期間中は休止。

2022年度・2023年度
- 土曜日 11:15 - 11:35（本放送）
本放送は選抜高校野球中継・高校野球中継期間中は休止。

## 特別番組
Uta-Tube プレミアムスペシャル〜お得なイイ歌、6年間の名曲大放出〜
2018年2月4日に、BSプレミアムにおいて初めて全国放送となる特別番組『Uta-Tube プレミアムスペシャル〜お得なイイ歌、6年間の名曲大放出〜』を放送（22:50 - 24:00、同年4月22日の0:45 - 1:55に再放送）。完全なオリジナル番組として放送され、放送されたライブやトークなどで構成されている。
- MC：鉄平・澤田彩香
- スタジオゲスト：足立梨花、ダイノジ[26]
- ライブ映像・VTR出演：森山直太朗、浅井健一、BOYS AND MEN、キュウソネコカミ、フラワーカンパニーズ、三浦大知、一青窈、石川さゆり、SHISHAMO、Rei

Uta-Tube SPECIAL LIVE
2021年6月23日、東海・北陸地方向けに放送。前述のアンジュルムのライブのほかに、蒼井翔太と高瀬統也のライブも放送（蒼井・高瀬はオンラインでの参加）。
- 本放送：2021年6月23日 22:30 - 23:15
  - 他地域で当該時間帯に放送された『歴史探偵』は、東海・北陸地方では同年6月25日（6月24日深夜）0:52 - 1:38の再放送が本放送（初回放送）となった。
- 再放送：2021年6月26日 10:05 - 10:50
  - レギュラー放送の『ネーミングバラエティー 日本人のおなまえっ!』（再放送）を差し替えして放送。なお、通常の『Uta-Tube』のレギュラー放送の時間帯は、『きんくる 〜沖縄金曜クルーズ〜』（沖縄局制作）の「ひめゆり ほほえみの記憶」を放送（九州・沖縄向けの『いちおし!九州沖縄』と同一放送）。

Uta-Tube FES 〜あなたでいてくれてありがとう〜
2024年6月14日に、レギュラー放送終了後初のスペシャルが東海 ドまんなか!の時間枠で放送された。
- MC：鉄平・藤井彩子・澤田拓海・はるな愛
- 出演：大黒摩季、クリス・ハート、Little Glee Monster、MORISAKI WIN、THE SUPER FRUIT、天道清貴、Aisho Nakajima

## 公開収録
通常は名古屋放送局のスタジオで収録を行うが、「Uta-Tube in キャンパス」と題して放送地域の大学を会場に公開収録を行うことがある。
これまでの収録は以下のとおり。
| 回 | 収録日         | 会場                                                  | ゲスト                       | 放送日 |
| -- | -------------- | ----------------------------------------------------- | ---------------------------- | --- |
| 1  | 2014年9月9日   | 愛知教育大学 （愛知県刈谷市）                         | AAA、SKE48                   | 2014年9月27日、10月4日（AAA） 2014年10月11日、10月18日（SKE48） |
| 2  | 2015年9月8日   | 岐阜大学 （岐阜県岐阜市）                             | ハジ→、cinema staff          | 2015年9月26日、10月10日（ハジ→） 2015年10月24日、10月31日（cinema staff） |
| 3  | 2016年3月30日  | 中京大学名古屋キャンパス （愛知県名古屋市）           | SKE48、ストレイテナー        | 2016年4月9日、4月16日（SKE48） 2016年4月23日、5月7日（ストレイテナー） |
| 4  | 2016年11月21日 | 三重大学 （三重県津市）                               | でんぱ組.inc、BOYS AND MEN   | 2016年12月3日、12月10日（でんぱ組.inc） 2016年12月17日、2017年1月7日（BOYS AND MEN） |
| 5  | 2017年10月25日 | 愛知県立大学長久手キャンパス （愛知県長久手市）       | ORANGE RANGE、SHISHAMO       | 2017年11月4日、11月11日（SHISHAMO） 2017年11月18日、11月25日（ORANGE RANGE） |
| 6  | 2018年9月7日   | 名古屋大学東山キャンパス （豊田講堂、愛知県名古屋市） | DA PUMP、Little Glee Monster | Little Glee Monster：2018年9月29日・10月6日（総合テレビ・中部7県） DA PUMP：2018年10月13日・10月20日（総合テレビ・中部7県）、11月5日（BSプレミアム） DA PUMP&Little Glee Monster：2018年11月23日（総合テレビ・中部7県）、12月28日（12月27日深夜、総合テレビ・全国放送） |
| 7  | 2020年2月6日   | 富山大学五福キャンパス （富山県富山市）               | Creepy Nuts、BiSH            | 2020年2月15日・2月22日（Creepy Nuts） 2020年2月29日・3月7日（BiSH） |

## 差し替え番組
本放送
| 番組名                                                  | 東海・北陸地方での放送時間 （いずれも総合テレビ）   | 振替により差し替えされる番組名               | 備考 |
| ------------------------------------------------------- | --------------------------------------------------- | -------------------------------------------- | --- |
| ミュージック・ポートレイト （2012年4月 - 9月）          | 金曜日 15:15 - 15:45                                | ろーかる直送便                               | 放送翌日に振替。『さわやか自然百景セレクション』（15:45 - 16:00）とセットで放送。                                                |
| あなたが主役 50ボイス （2012年10月 - 2013年3月）        | 土曜日 10:50 - 11:20                                | なし（東海・北陸地方向けの時間帯であるため） | 2日遅れで放送される。 |
| サラメシ 大人ドリル（最終週） （2013年4月 - 2014年3月） | 木曜日 12:20 - 12:45（サラメシ） 不定（大人ドリル） | なし（サラメシ） 当該項目参照（大人ドリル）  | 『サラメシ』は再放送の時間帯が本放送扱いとなる。なお、『大人ドリル』については、放送時間帯が一定ではない（詳細は当該項目参照）。 |

再放送
いずれも再放送の差し替えとなっている。
- ドキュメント72時間（2016年度）
- ドラマ10（2017年度）
- もふもふモフモフ（2018年度）
- 所さん!大変ですよ（2019年度・2020年度）
- 有吉のお金発見 突撃!カネオくん（2021年度）

## スタッフ
- ディレクター：篠原伸介
- 制作：NHKプラネット中部支社
- 制作・著作：NHK・名古屋放送局